# Josef Knejzlík
Josef Knejzlík (24. srpna 1878 Horka u Třebíče – 20. června 1952 Předmostí) byl československý politik, meziválečný poslanec Národního shromáždění, spolkový činitel a redaktor.

## Život

### Mládí a počátky politické činnosti
Narodil se v domě čp. 64 v Horce u Třebíče. Pokřtěn byl jako římský katolík, ale 12. února 1921 vystoupil z církve. Vyučil se typografem. První působiště získal roku 1901 v Brně, kde pracoval jako novinář pro list Pokrok. Už na počátku století se stal národním socialistou, v roce 1903 založil mládežnický spolek Rozkvět. O dva roky později přijal nabídku Václava Klofáče a odstěhoval se do Přerova, aby se zde stal společníkem tiskařské firmy Bartheldy a spol.

### Počátky působení v Předmostí
V obecních volbách roku 1907 byl za české národní sociály zvolen do přerovského zastupitelstva. Práci dělil mezi zastupitelstvo a časopis Český rolník, který roku 1909 zakoupil a jehož redakci přestěhoval do své nové vily v Předmostí. O rok později se dostal do obecního zastupitelstva a spolupodílel se na založení místní Národní jednoty. Po návratu z fronty byl zvolen starostou Předmostí (1919) a tuto funkci zastával plných 23 let. Od roku 1920 byl starostou Sokola. Jeho působení ve funkci starosty bylo úspěšné, o čemž svědčí také pravidelné vítězství národních socialistů v obecních volbách.

### Vydavatel a redaktor časopisu Rádce z Předmostí
Knejzlík byl vášnivý zahrádkář, v Předmostí vybudoval velkou botanickou zahradu (dnes zaniklou) a na Čekyňském kopci ovocné sady. V širším okolí byl znám především jako redaktor časopisu Český rolník. Ten původně vycházel v Radslavicích pod vedením Jaroslava Dostalíka. Knejzlík jako hlavní redaktor nastoupil v roce 1909 a vydávání přesunul do Předmostí. Za první světové války, když Knejzlík narukoval na frontu, vedla list krátce jeho manželka, poté ale vydávání ustalo. Český rolník byl obnoven v roce 1923, o dva roky později byl přejmenován na Rádce a v roce 1934 na Rádce z Předmostí. Časopis měl ve 20. letech poměrně velký rozsah – 48 stran a na 5000 předplatilů, i z ciziny.
Knejzlíkův syn Vlastimil (1910 – 1997), který otci s časopisem pomáhal už od roku 1929, převzal zcela redakci v roce 1948. O dva roky později se opět změnil název – na Rádce zahrádkářů a vydávání se přesunulo do Prahy, kde ale záhy zanikl.

### Poslanec a regionální politik
Roku 1924 se stal po odstoupení poslance Jana Pelikána členem národního shromáždění za Československou stranu národně socialistickou. Zde si počínal značně temperamentně, při projednávání kongruového a celního zákona v červnu 1926 se zúčastnil virválu, kvůli kterému byl pak zbaven imunity a trestně stíhán (odsouzen ale nebyl). Mandát dvakrát obhájil, ale v roce 1931 rezignoval, aby se nadále mohl věnovat práci v Předmostí. Místo něj na poslanecký post nastoupil Petr Solfronk. Zastával však nadále různé regionální stranické funkce (předsednictví okresního výkonného výboru r. 1930). V době nástupu do parlamentu se uvádí jako předseda okresní nemocenské pokladny v Přerově, profesí malozemědělec a redaktor.
Josef Knejzlík byl pravidelným řečníkem při slavnostních událostech, přispíval též do národně socialistických novin Hlasatel, nenechal si ujít zejména protiklerikální akce.
V červnu 1942 jeho starostování skončilo, když byl zatčen německou armádou. Zemřel v roce 1952 ve věku 73 let.